# The Restless Breed
The Restless Breed is een Amerikaanse western uit 1957 onder regie van Allan Dwan.

## Verhaal
Een agent van de geheime dienst wordt vermoord door wapensmokkelaars in een grensstadje in Texas. Zijn zoon Mitch gaat op zoek naar de daders. Bij zijn aankomst in het stadje maakt hij kennis met dominee Simmons, die onderdak biedt aan de knappe Angelita. Later wordt de plaatselijke sheriff vermoord door de smokkelbende.

## Rolverdeling
| Acteur          | Personage                   |
| --------------- | --------------------------- |
| Scott Brady     | Mitch                       |
| Anne Bancroft   | Angelita                    |
| Jay C. Flippen  | Sheriff Evans               |
| Jim Davis       | Newton                      |
| Rhys Williams   | Dominee Simmons             |
| Leo Gordon      | Cherokee                    |
| Scott Marlowe   | Allan                       |
| Eddy Waller     | Caesar                      |
| Harry Cheshire  | Burgemeester Johnson        |
| Myron Healey    | Mike Williams               |
| Gerald Milton   | Jim Daley                   |
| Dennis King jr. | Receptionist                |
| James Flavin    | Hoofd van de geheime dienst |
| Clegg Hoyt      | Spud                        |
| Marilyn Winston | Banee                       |